# 出羽神社
出羽神社（いではじんじゃ）は、山形県の羽黒山山頂に鎮座する神社である。祭神は伊氐波神・稲倉魂命。式内社で、旧社格は国幣小社。

## 概要
出羽国南部の庄内地方（山形県の日本海側）にある月山、羽黒山、湯殿山は、出羽三山と総称され、山岳信仰の対象となってきた。羽黒山は古神道だけでなく、仏教などと融合した修験道中心地の一つとなってきた。
羽黒山には2446段の石段があり、山内には五重塔（国宝）もある。
出羽三山は月山が過去、羽黒山が現在、湯殿山が未来を象徴するとされ、それぞれ月山神社、出羽神社、湯殿山神社が鎮座する。宗教法人としてはこれら三山を一つの法人とし、登録名称は「月山神社出羽神社湯殿山神社（出羽三山神社）」である。羽黒山頂の出羽神社には三神合祭殿があり、宗教法人の本部もここに置かれている。宗教法人所有の文化財については「出羽三山#文化財」を参照。

## ギャラリー

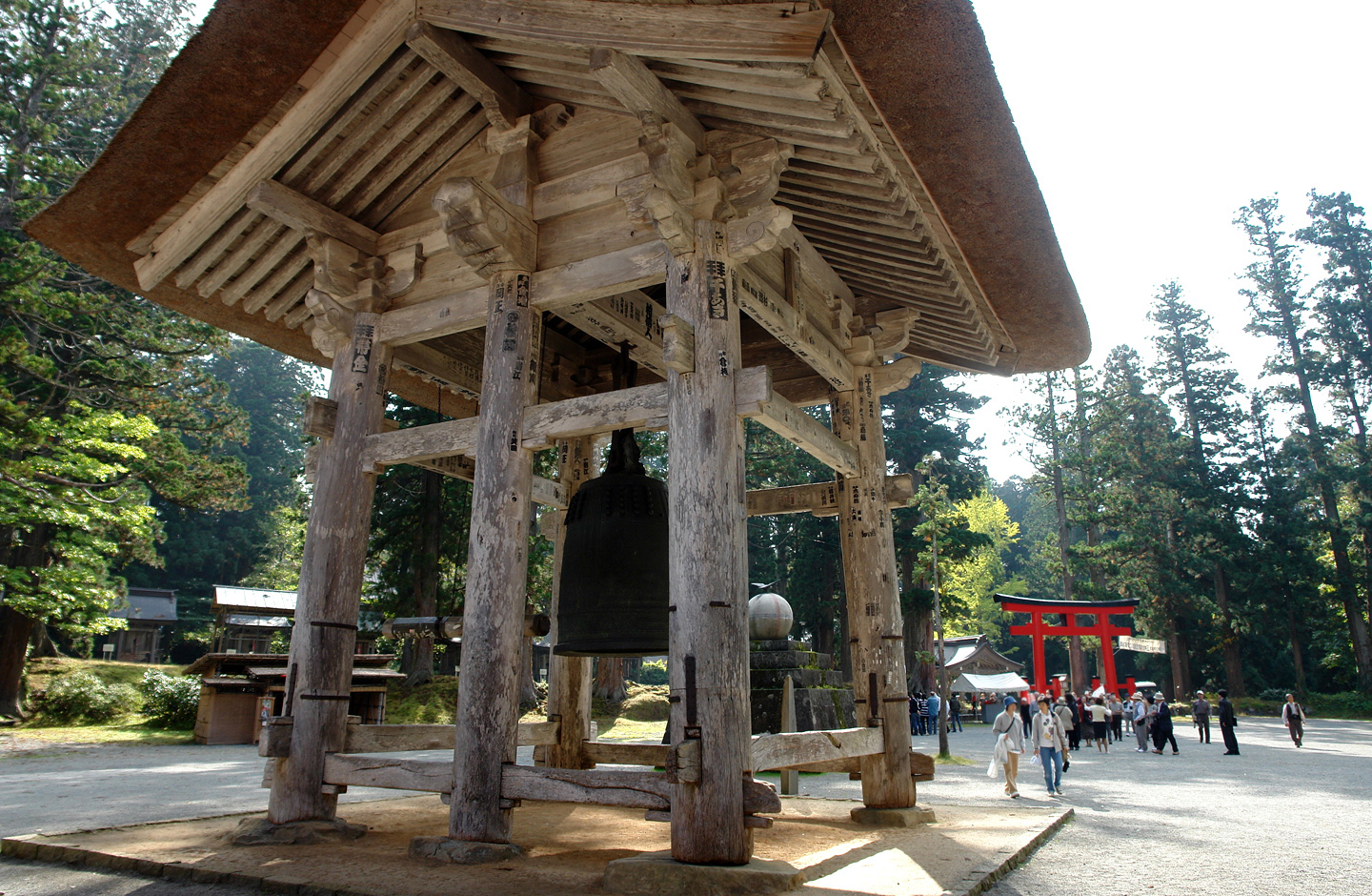
鐘楼
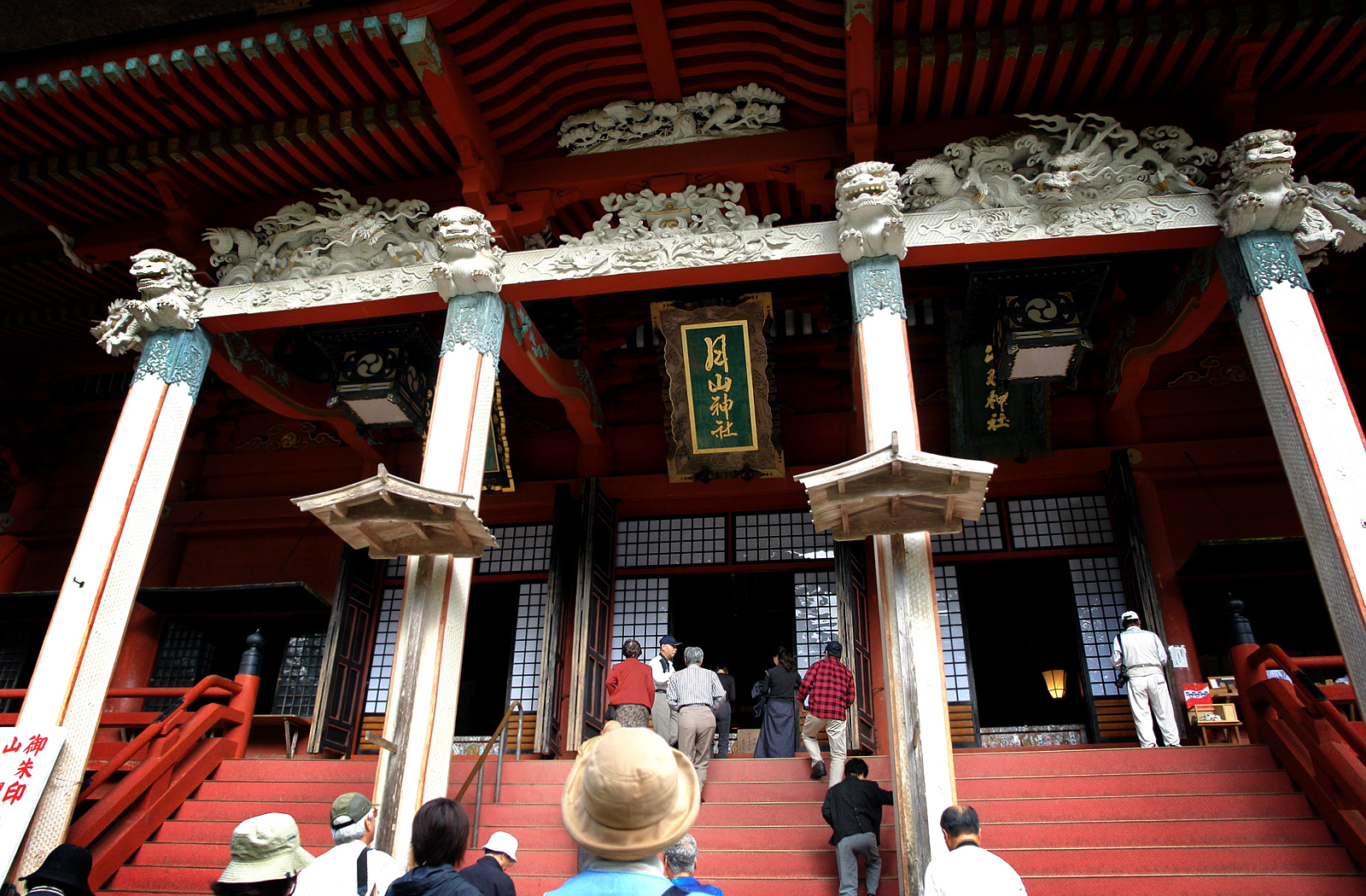
三神合祭殿
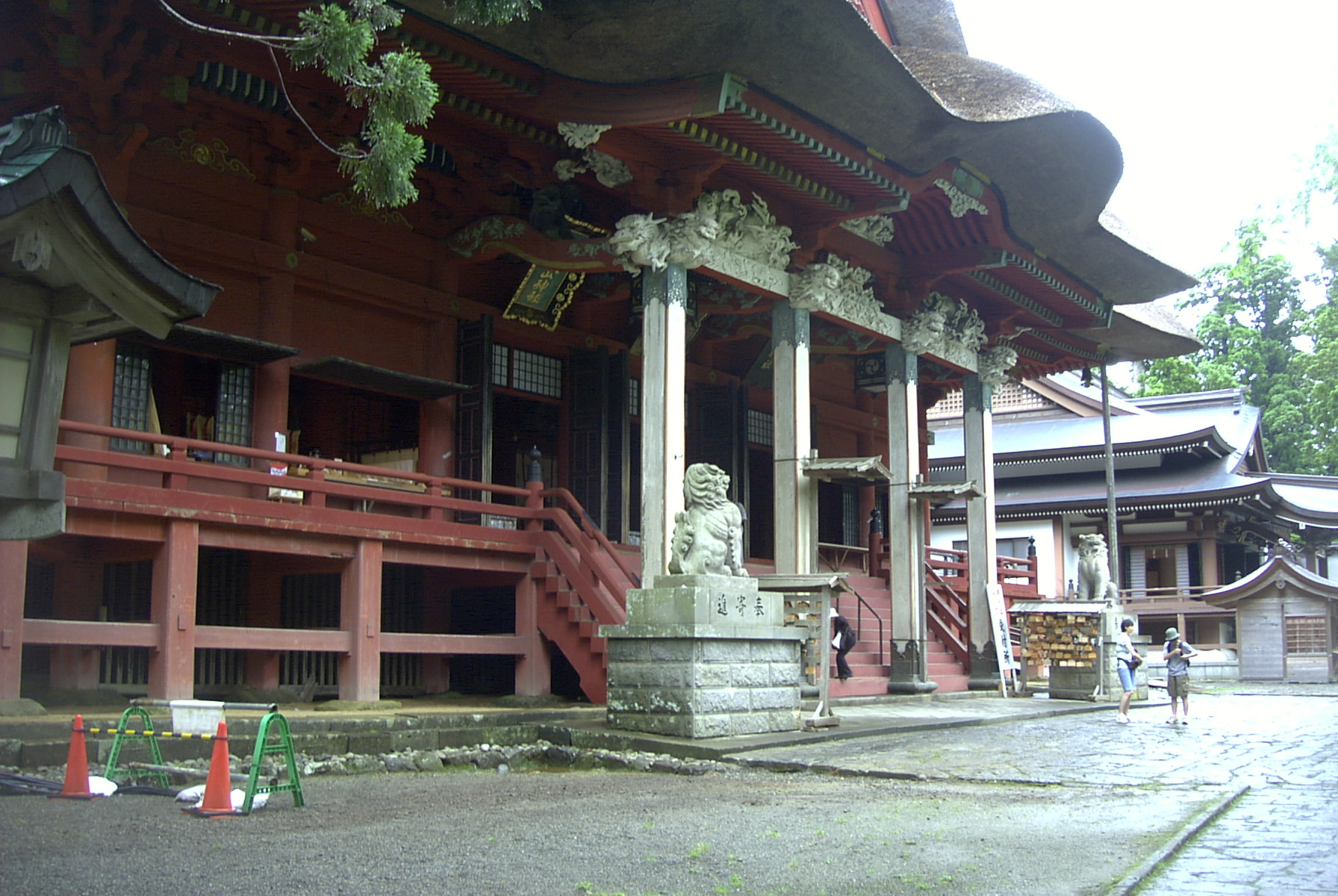
三神合祭殿

## 関連図書
- 安津素彦・梅田義彦編集兼監修者『神道辞典』神社新報社、1968年、40-41頁
- 白井永二・土岐昌訓編集『神社辞典』東京堂出版、1979年、40頁
- 菅田正昭『日本の神社を知る「事典」』日本文芸社、1989年、26-29頁
- 上山春平他『日本「神社」総覧』新人物往来社、1992年、64-65頁
- 『神道の本』学研、1992年、202頁